# 澤田惣八
澤田 惣八（さわだ そうはち、1850年〈嘉永3年〉 - 没年不明）は、日本の実業家。静岡屠場社長。精肉卸小売製氷問屋業。

## 経歴
江戸（現・東京）に生まれる。父・惣七を幼時に失い、早くより世の辛酸を嘗める。幼時に静岡に来て魚販売に従事した。成長して札の辻に玉寿司を開業、1893年に静岡市両替町に店舗を移し、牛豚獣肉製氷の卸小売を行う。場所が良かったことと、品質が確実なため顧客が日に賑わう。
静岡屠場の社長に就任する。1916年に陸軍御用達となり、一手にその納入をする。朝鮮牛、青島牛を輸入する。

## 人物
『静岡県紳士録』によると「静岡市両替町四丁目角澤田と云えば、誰も知らない人はいない斯界の権威であった」という。同書によると澤田惣八の人柄は「性質は勤勉で見栄を張らず、あくまで商人気質を失わない」という。